# Hycan V09
Hycan V09 – elektryczny samochód osobowy typu minivan klasy wyższej produkowany pod chińską marką Hycan od 2023 roku.

## Historia i opis modelu

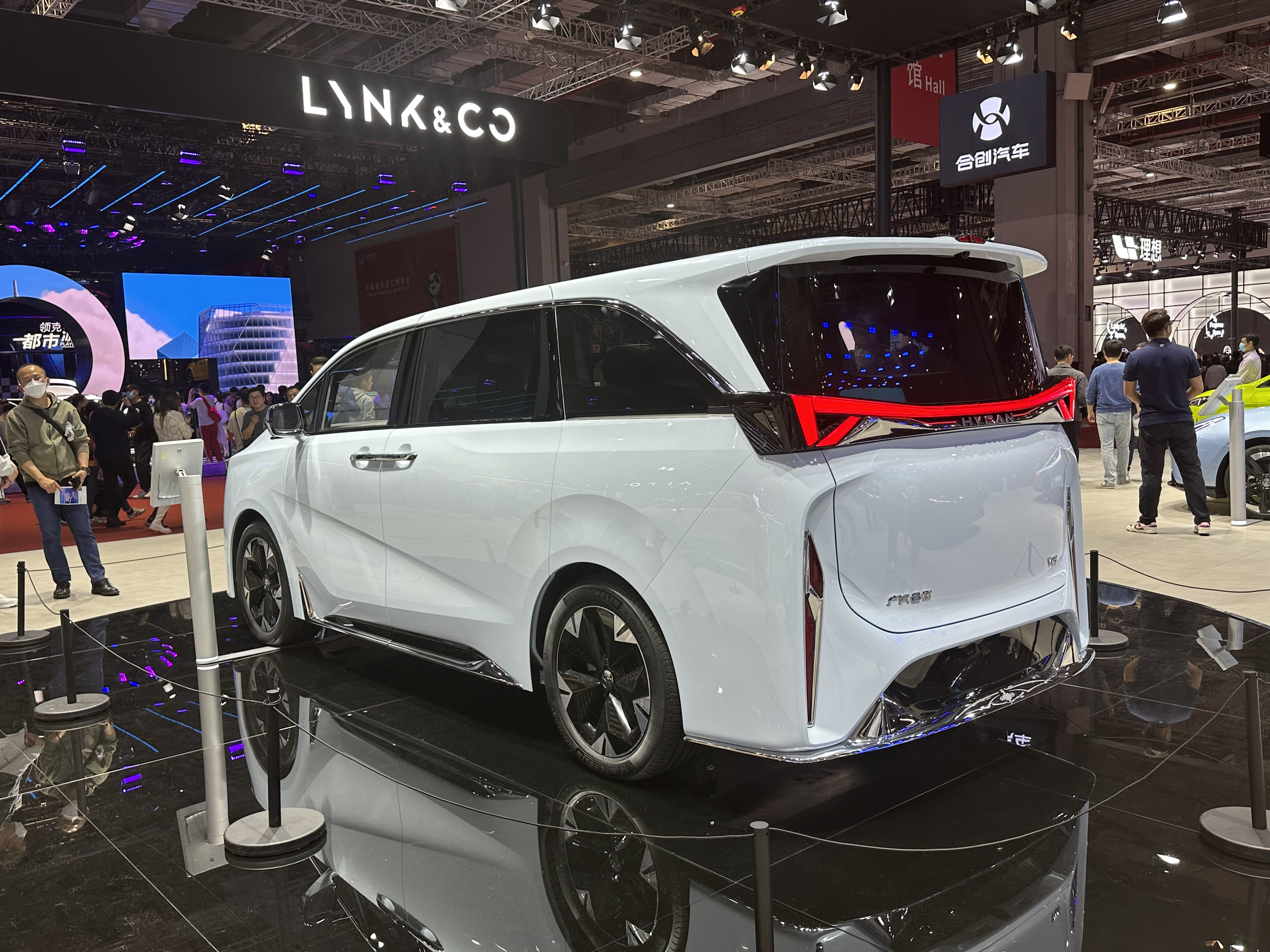
Hycan V09 - tył

W listopadzie 2021 podczas Guangzhou Auto Show Hycan przedstawił dwa prototypy zapowiadające rozbudowę gamy modelowej o pierwsze samochody niebędące crossoverami. Jednym z nich było studium dużego, luksusowego minivana o napędzie elektrycznym w postaci studium Hycan Concept-M. Oficjalna prezentacja seryjnego pojazdu miała miejsce niespełna rok później, z końcem grudnia 2022. Hycan V09 poszerzył gamę chińskiej firmy jako pierwszy tak duży pojazd, razem z równolegle debiutującym A06 opierając się na nowej, dedykowanej platformie H-GEA powstałej z wykorzystaniem wysokowydajnej stali.
Samochód przyozdobiły ostro poprowadzone linie, z odsuwanymi do tyłu drzwiami do drugiego rzędu siedzeń, a także wysoko poprowadzoną linią szyb i oświetleniem wykonanym w technologii LED. Dwurzędowe reflektory utworzyły dwa klosze, z kolei m.in. w lusterkach ukryto sensory do asystenta półautonomicznej jazdy drugiego poziomu.

### Sprzedaż
Podobnie jak inne modele firmy Hycan, tak i V09 został zbudowany wyłącznie z myślą o lokalnym rynku chińskim. Początek sprzedaży został wyznaczony połowę 2023 roku, z prezentacją pełnej specyfikacji w styczniu tego roku. Ostatecznie, seryjna produkcja oraz sprzedaż Hycana V09 rozpoczęła się w drugiej połowie października 2023.

### Dane techniczne
Hycan V09 to samochód elektryczny, którego układ napędowy nie został jeszcze dokładnie scharakteryzowany pod kątem parametrów. Samochód został dostosowany do systemu szybkiego ładowania do 158 kW, z kolei wydajność pracy ma zapewniać trójskładnikowa bateria litowa niklowo-kobaltowo-manganowa o wysokiej gęstości energii. 5-minutowe ładowanie ma pozwalać na naładowanie akumulatorów do stanu, który pozwala przejechać do 200 kilometrów.